# Thornafire
Thornafire es una banda chilena de death metal con tres discos editados en Estados Unidos uno en Alemania y 5 giras por Europa.

## Historia
Thornafire es una banda de Santiago de Chile que partió en 1998 de la mano del guitarrista Víctor Mac-Namara. Un año después se lanzó el demo “Granted for all Somberness”
En 2001 vino la edición a través de Skull Crusher récords de “Mortus Tenebrae Surrectus”.
A comienzos del 2003 la banda realizó un tour por el norte de Chile y las ciudades de Cochabamba y Santa Cruz en Bolivia, para luego en abril tocar en Santiago con la banda de República Checa, Pandemia y continuando con shows en el Sur del país. Finalizando el año con un nuevo tour por la Argentina.
A mediados del 2005 la banda graba “Excacerbated Gnostic Manifestation” para ser editado en Chile el mismo año y el 2007 a través de Ibex Moon records, disquera de propiedad de John McEntee de la reconocida banda de death metal norteamericana Incantation.
En julio de 2009 la banda lanza por Ibex Moon records su segundo long play “Vorex Deconstrucción”. Cabe destacar el cambio a español en todas sus letras.
En julio de 2010 Thornafire hace su 1.er Tour por Europa, mostrándose en Austria, Alemania, Eslovaquia y en el festival Obscene Extreme de República Checa compartiendo escenario con Incantation, Master, Deranged entre otros.
El 2 de junio de 2011, Thornafire recibe el honor de ser seleccionados por la misma gente de la reconocida banda Slayer para abrir su show en Santiago. A finales de este mismo año la banda realiza un nuevo tour por la Argentina.
En mayo de 2012, se edita el tercer álbum “Eclipse Nox Coagula”, para luego embarcarse en un extenso 2.º Tour de 2 meses por Europa, compartiendo escenario con nombres como Mötley Crüe, Dimmu Borgir, Overkill, Legion of the Damned entre otros.
En abril de 2013 Thornafire firma con el sello alemán FDA Rekotz para lanzar en septiembre de 2014 el disco "Magnaa" obteniendo grandiosas críticas de parte de medios como Rock Hard Magazine, Legacy Magazine y Voices from the Darkside entre otros.
En el mes de octubre de 2014 la banda se embarca en su 3.ª por Europa compartiendo escenario con nombres como Sodom, Milking the  Goatmachine, Burden of Grief entre otros.
De vuelta en Santiago de Chile la banda comienza a trabajar en una nueva producción a  la par lanza en diciembre de 2015 el CD “Live in Berlin” el cual presenta el show realizado en el Klub Linse, Berlín en la pasada 3.ª gira por Europa. También se realiza una pequeña gira por Argentina.
En agosto de 2016 la banda se embarca en su 4.º tour por Europa, pasando por interesantes nuevas plazas como Inglaterra, Irlanda y retornando también a Polonia y Alemania, compartiendo escenario con bandas como Venom Inc., Graveworm, Taake, The Monolith Deathcult entre otros.
El 2017 la banda sigue creando nuevo material y sigue con la agenda de shows locales.
En junio de 2018 la banda realiza su 5.º y extenso tour por Europa, compartiendo escenario con bandas como Death Angel, Vader, Holy Moses, Grave entre otros y a la fecha continúa trabajando en un nuevo CD de manera inusual, realizando 4 demos para este y conversando con distintos productores tanto chilenos como europeos. También lanza un compilado especialmente hecho para la 5.ª gira, llamado "20 years of Tribulation".

## Discografía

### Estudio
| Año  | Título                            | Editor                              |
| 2001 | Mortus Tenebrae Surrectus         | Skull Crusher prod.                 |
| 2007 | Exacerbated Gnostic Manifestation | Ibex Moon Records                   |
| 2009 | Vorex Deconstrucción              | Ibex Moon Records                   |
| 2012 | Eclipse Nox Coagula               | Ibex Moon Records/Australis Records |
| 2014 | Magnaa                            | FDA Records                         |

### Compilados
| Año  | Título                  | Editor            |
| 2018 | 20 Years of Tribulation | The Crusher prod. |

### En vivo
| Año  | Título         | Editor                      |
| 2015 | Live in Berlin | Callahan-Mac-Namara-Osorio. |

### Demos
| Año  | Título                     | Editor        |
| 1999 | Granted for All Somberness | Independiente |
| 2001 | Graveless Advance          | Independiente |
| 2004 | Sin & Flesh Devotion       | Independiente |
| 2018 | Makinae Genitalia          | Independiente |